# Moropsyche yugawarana
Moropsyche yugawarana là một loài Trichoptera trong họ Apataniidae. Chúng phân bố ở miền Cổ bắc.